# Ташлыгыртау
Ташлыгыртау (баш. Ташлығыр тау) — гора в Ишимбайском районе высотой 380,6 м. Расположена вблизи микрорайона Нефтяника города Ишимбая, населённых пунктов Алакаево, Большебаиково, Новониколаевка. Гору хорошо видно по дороге районного значения Ишимбай — Воскресенское. Является границей между городом Ишимбаем и Ишимбайским районом.
Перевод названия: Ташлы «каменная», ғыр — «поле», «тау» — гора. Есть в Башкирии гора Турагыр (Турығыр).